# Libero (Film)
Libero ist ein semi-dokumentarischer deutscher Spielfilm, der am 8. Dezember 1973 in den deutschen Kinos uraufgeführt wurde. Er ist auf DVD ohne Altersbeschränkung (FSK 0) im deutschen Handel erhältlich. Der Film, der unter der Regie von Wigbert Wicker gedreht wurde, handelt vom Leben Franz Beckenbauers und zeichnet ein Porträt des Fußballspielers zwischen Sport und Alltag mit dem Anspruch, ein möglichst realistisches Bild vom „Kaiser Franz“ darzustellen.

## Handlung
Der Film richtet sich vor allem an die Zielgruppe der Beckenbauer-Fans und enthält wie zufällig zahlreiche Werbeeinblendungen für namhafte Produkte. So trägt Beckenbauer beispielsweise im heimischen Garten Kleidung der Marke Adidas und auf der seiner Frau ist der Aufdruck „Marc O’Polo“ deutlich sichtbar. Als Fahrzeug besitzt er einen Mercedes-Benz.
Im Mittelpunkt steht die sportliche Leistung Beckenbauers in seiner Glanzzeit als Profifußballer in den 1970er Jahren, bei der er sowohl als Libero wie auch als Mannschaftskapitän des FC Bayern München fungierte. Seine Balltechnik und Übersicht brachten ihm schnell den Beinamen „Kaiser Franz“ ein.
Im Film wird gezeigt, wie ein Schlüsselerlebnis Beckenbauer zum Nachdenken über seine Karriere brachte. Einer seiner Fußballerkollegen hatte in einem Spiel einen schweren Beinbruch erlitten. Da die Beine quasi das „Kapital“ eines Fußballspielers darstellen, führte das bei ihm selbst zu Depressionen. Das äußerte sich sogar in körperlichen Anzeichen, als er während eines Spiels von starkem Nasenbluten geplagt wurde. Zu allem Überfluss zündeten Fanatiker die Klubfahnen vor seinem Haus an und pöbelten herum. Das brachte ihn zu seinem Entschluss, den er daraufhin wie folgt in Worte fasste: „Ich höre auf mit dem Fußball.“
Neben dem Porträt Beckenbauers bietet der Film Hintergrundinformationen und Einblicke hinter die Kulissen des Fußballsports. Schon damals lastete ein hoher Erwartungsdruck auf den einzelnen Spielern.

## Kritiken (Auswahl)
Das Lexikon des internationalen Films beschrieb Libero als „eine filmische Ehrerweisung, die weder über den Sportler noch über seinen Sport wesentlich Neues bringt und deren ambitionierte Machart (Kamera, Musik) in keinem Verhältnis zum Ergebnis steht“.
Die Handlung sei „wirr, fußballirreal und in manchen Phasen und Szenen geradezu peinlich“, so Ludwig Maibohm damals in der Zeit.

## Trivia
Am 29. Juli 2016 wurde Libero in der auf dem Fernsehsender Tele 5 ausgestrahlten satirischen Sendung Die schlechtesten Filme aller Zeiten, in der besonders schlechte Filme präsentiert und kommentiert werden, von Oliver Kalkofe und Peter Rütten als solcher „ausgezeichnet“.